# روما (أستراليا)
روما (بالإنجليزية: Roma) هي بلدة ريفية ومنطقة محلية تقع في منطقة مارانوا بولاية كوينزلاند، أستراليا. تُعد مركز الإدارة الإقليمية لمنطقة مارانوا، وتُعرف بتاريخها الزراعي العريق ودورها في صناعة الغاز في كوينزلاند.

## التسمية والتاريخ
تأسست بلدة روما رسميًا في عام 1867، وسُمّيت تكريمًا لـ السيدة ديامانتينا بون (دي رومـا)، زوجة السير جورج بون، الذي كان حاكم ولاية كوينزلاند آنذاك.

## السكان
وفقًا لتعداد عام 2021، بلغ عدد سكان منطقة روما 6,838 نسمة، ما يجعلها واحدة من أكبر البلدات الداخلية في جنوب غرب كوينزلاند.

## الجغرافيا والموقع
تقع روما على بعد 476 كيلومترًا شمال غرب بريزبن، عاصمة ولاية كوينزلاند، وتُعد نقطة وصل مهمة في شبكة النقل بين الشرق والغرب، حيث تمر بها طرق وخطوط سكك حديدية رئيسية.

## الاقتصاد
يعتمد اقتصاد روما على الزراعة، خصوصًا تربية الماشية، بالإضافة إلى صناعة الغاز الطبيعي والبنية التحتية الداعمة لها. كما تُعد البلدة مركزًا تجاريًا وخدميًا للمجتمعات الريفية المحيطة بها.

## وصلات خارجية
- الموقع الرسمي لمجلس منطقة مارانوا – صفحة روما
- بيانات التعداد السكاني لروما 2021 – مكتب الإحصاء الأسترالي